# Erik Lindblom
Erik August "EA" Lindblom (i riksdagen kallad Lindblom i Falun), född 20 september 1888 i Grundsunda, död 4 december 1964 i Falun, var en svensk baptistpastor, affärsman och politiker (folkpartist). 
"EA" Lindblom, som kom från en bondefamilj, var baptistpastor i Nätra 1910-1913 och 1916-1920 samt därefter i Hedemora 1920-1923. Han var direktör för AB Dala-Tidningen 1923-1938. 
Vid sidan av sitt engagemang i baptiströrelsen var han även aktiv i nykterhetsrörelsen (exempelvis som ordförande i Kopparbergs läns allmänna nykterhetsförbund) och ordförande för Svenska freds- och skiljedomsföreningen 1946-1962.
"EA" Lindblom var riksdagsledamot från den 24 oktober 1939 till 1959 års utgång för Kopparbergs läns valkrets i första kammaren. I riksdagen var han bland annat suppleant i utrikesutskottet 1954-1958 och ledamot i bankoutskottet 1945-1946. Han ägnade sig inte minst åt bostadspolitik och alkoholpolitik.